# Quatuor à cordes no 4 de Bloch
Pour les articles homonymes, voir Quatuor à cordes no 4.
Le Quatuor à cordes no 4 en sol majeur est composé par Ernest Bloch en 1953 à Agate Beach. Son écriture dissonante s'appuie sur une série de douze sons. Il porte comme dédicace : «My dear friend, Ernest Chapman». Il a été créé par le Quatuor Griller le 18 juillet 1954 au Wigmore Hall à Londres et le 29 juillet 1954 au Berkshire Festival à Lenox (Massachusetts).  Le manuscrit est conservé à l'Université de Californie à Berkeley.

## Structure
Le quatuor comporte quatre mouvements et dure environ 26 minutes.
1. Tranquillo - Allegro énergico
2. Andante
3. Presto
4. Finale: Calmo - Allegro deciso - Calmo